# Siegesallee

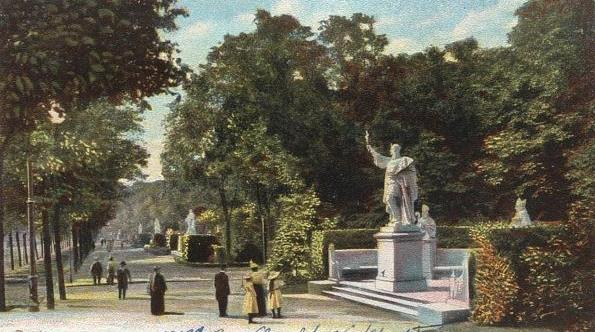
La Siegesallee, de una postal de 1902. En primer plano está la estatua de Alberto I de Brandeburgo ("Alberto el Oso") (1100-1170). Era la estatua más al norte en el lado oeste. Se pueden ver otras estatuas que se extienden en la distancia.

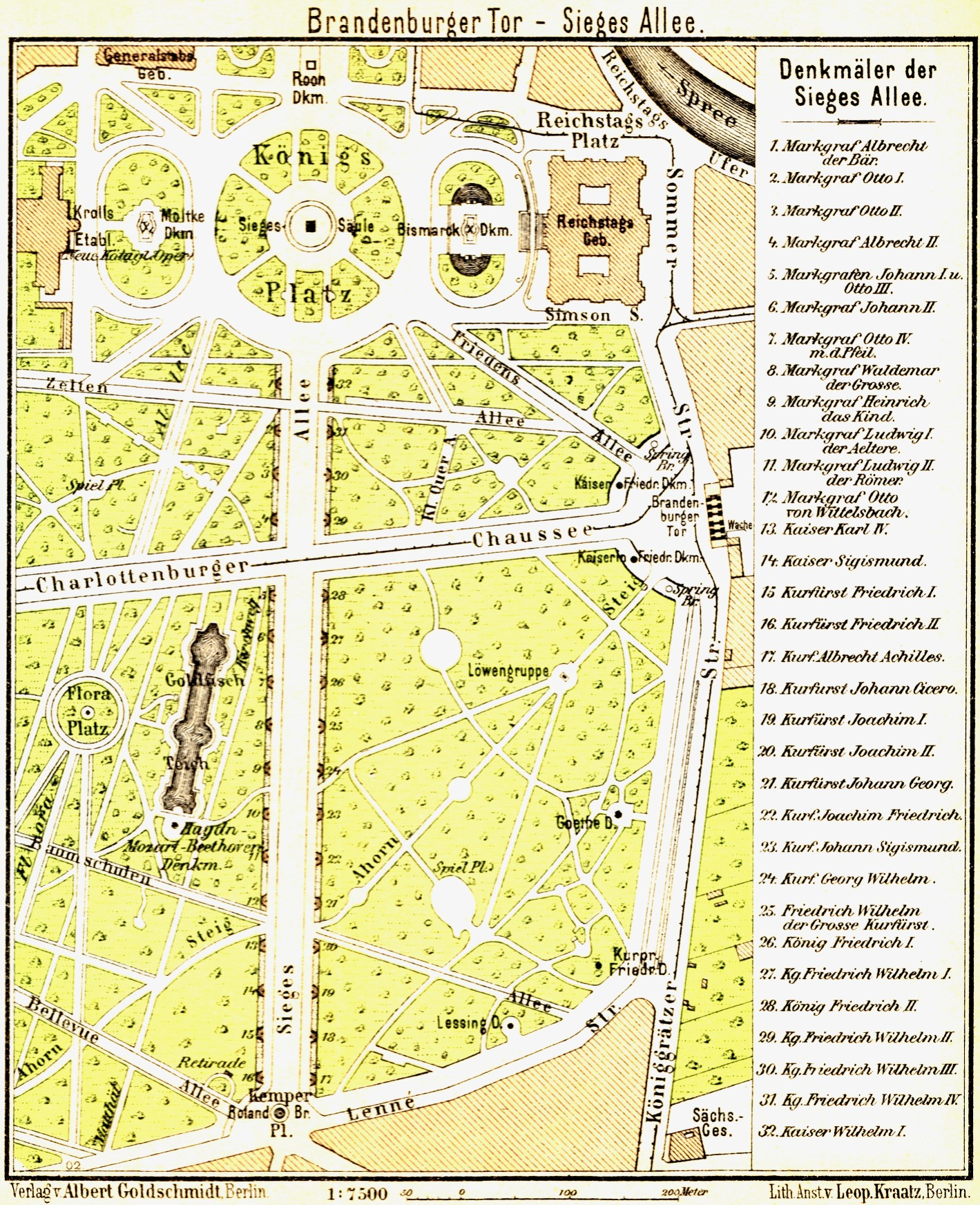
Mapa de Siegesallee de 1902

La Siegesallee (Avenida de la Victoria ) era un amplio bulevar de Berlín, Alemania. En 1895, el káiser Guillermo II ordenó y financió la ampliación de una avenida ya existente, que se adornaría con diversas estatuas de mármol. Las obras finalizaron en 1901.
Con unos 750 m de longitud, atravesaba el parque del Tiergarten en dirección norte, desde la Kemperplatz (un cruce de carreteras en el extremo sur del parque, cerca de la Potsdamer Platz), hasta el antiguo emplazamiento de la Columna de la Victoria en la Königsplatz, cerca del Reichstag. A lo largo de su recorrido, la Siegesallee atravesaba la Charlottenburger Chaussee (la actual Straße des 17. Juni, la avenida principal que atraviesa el parque de este a oeste y que conduce a la Puerta de Brandemburgo).
Los monumentos de mármol y el conjunto neobarroco fueron ridiculizados incluso por sus contemporáneos. El folclore berlinés apodó al Kaiser Denkmalwilly (Monumento Billy) por su excesivo historicismo. Los intentos de derribar las estatuas se frustraron tras el fin de la monarquía en 1919.
El Siegessäule y las figuras fueron trasladadas por el gobierno nazi a Großer Stern en 1939 para permitir desfiles militares más grandes.[cita requerida].
Algunos de los monumentos se perdieron tras la Segunda Guerra Mundial. Las fuerzas aliadas (la zona perteneció después al sector británico) hicieron borrar la avenida y replantar la zona. En un acto simbólico, el monumento a la guerra soviético (Tiergarten) se construyó deliberadamente en su camino[cita requerida] inmediatamente después del final de la guerra. Las figuras restantes fueron reparadas en la Ciudadela de Spandau y algunas forman parte de la exposición permanente Enthüllt - Berlin und seine Denkmäler, inaugurada en abril de 2016. La avenida fue reconstruida como sendero en 2006.

## Historia

### Reacción contemporánea

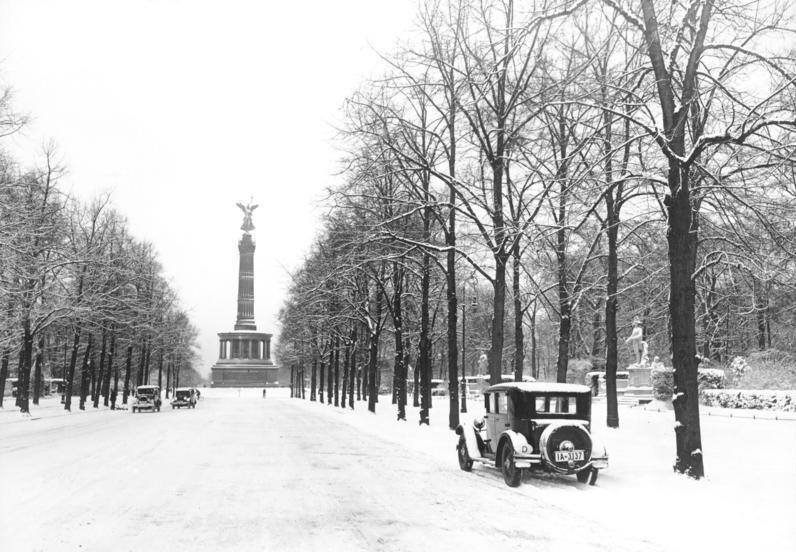
La Siegesallee a fines de 1933, mirando al norte hacia la ubicación original de la Columna de la Victoria

El 27 de enero de 1895, fecha del 36º cumpleaños de Guillermo II, emperador de Alemania (1859-1941), la Siegesallee adquirió un nuevo significado con el encargo del emperador de 96 estatuas de mármol blanco. Las estatuas fueron creadas por 27 escultores bajo la dirección de Reinhold Begas durante cinco años, a partir de 1896, como un regalo personal a la ciudad para convertirla en la envidia del mundo. Inauguradas el 18 de diciembre de 1901, constaban en primer lugar de 32 estatuas "principales", de unos 2,75 m de altura cada una (de 4 a 5 m incluyendo sus pedestales), de antiguas figuras reales prusianas de diversa importancia histórica, en dos filas de 16, espaciadas uniformemente a lo largo de cada lado del bulevar, mientras que detrás de cada una había dos bustos de asociados o consejeros montados en un muro semicircular bajo, lo que hacía un total de 96 esculturas.
La construcción en su conjunto fue ampliamente ridiculizada por los críticos de arte y considerada por muchos berlineses como un exceso de indulgencia y una vulgar demostración de fuerza. Fue apodada la "Puppenallee" (Avenida de las Muñecas), así como la Avenida de las Marionetas, la Avenida del Yeso y otros títulos desagradables. Incluso la propia esposa del emperador, Augusta Viktoria (1858-1921), se mostró descontenta con el proyecto y trató de convencerle de que no lo hiciera, pero fue en vano. Solo se representó a una mujer, Elisabeth de Baviera (″Schöne Else″ o Bella Beth) rezando de rodillas ante su marido. La falta de mujeres fue señalada por los contemporáneos.

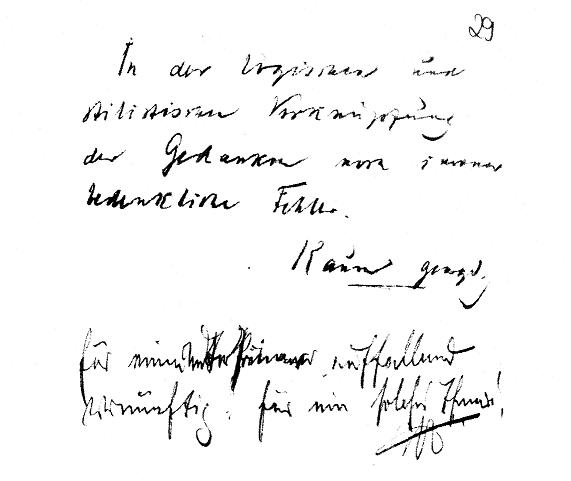
Apenas suficiente (simplemente satisfactorio, Schroeder) y (sorprendentemente razonable para tal tema, Guillermo II.)

Algunas de las protestas giraron en torno al hecho de que los artesanos italianos de Berlín se encargaban de esculpir, mientras que los artistas de la Berliner Bildhauerschule se limitaban a proporcionar modelos en yeso o arcilla. En el discurso de apertura, el infame Rinnsteinrede, Guillermo describió el modernismo y el impresionismo como un descenso del arte a la alcantarilla  (Rinnstein).
Karl Scheffler escribió en 1907 una crítica demoledora, en la que comparaba la Siegesallee con un concierto de banda de música de aficionados demasiado patriótico y desafinado. Sin embargo, la Siegesallee seguía siendo un lugar popular para pasear o relajarse.
Las figuras se utilizaron para enseñar la historia de Brandeburgo a los alumnos. Una serie de redacciones de los alumnos de una prestigiosa escuela, el Joachimsthalsches Gymnasium, llegó al Kaiser. Por encargo del profesor Otto Schroeder, los alumnos tenían que interpretar el contrapposto - la posición de las piernas de las estatuas - y deducir de ello la personalidad de los representados. El Kaiser dio mejores notas que el profesor y aportó algunas notas irónicas. Todo el asunto fue hecho público en 1960 por un escritor de Alemania Oriental, Rudolf Herrnstadt, bajo un seudónimo.

## Después de la monarquía
En 1918 y 1919, entre otras ocasiones, Hans Paasche pidió que se destruyeran las estatuas. El consejo de soldados y trabajadores de Berlín decidió mantenerlas. Kurt Tucholsky había escrito un poema en el que pedía mantener las figuras, como monumentos de una gran época.
Las estatuas permanecieron en su lugar hasta 1938, cuando se interpusieron en el gran plan de Adolf Hitler de transformar Berlín en la Welthauptstadt Germania, que debía realizar Albert Speer. La avenida estaba destinada a desaparecer bajo el nuevo Eje Norte-Sur, el eje del plan, por lo que, bajo la dirección de Speer, toda la construcción fue desmantelada y reconstruida en otra parte del Tiergarten, a lo largo de una avenida que discurría de sureste a noroeste llamada ″Großer Sternallee″ y que conducía a la propia Großer Stern (literalmente ″Estrella Grande″), la principal intersección de vías en el centro del Tiergarten, siendo una de las otras vías la Charlottenburger Chaussee.  En su nueva ubicación se le dio un nuevo nombre: ″Neue Siegesallee″ (Nueva Avenida de la Victoria).[cita requerida] También se trasladó la Columna de la Victoria al centro de la Großer Stern (y se aumentó su altura en el proceso), donde permanece hasta hoy.

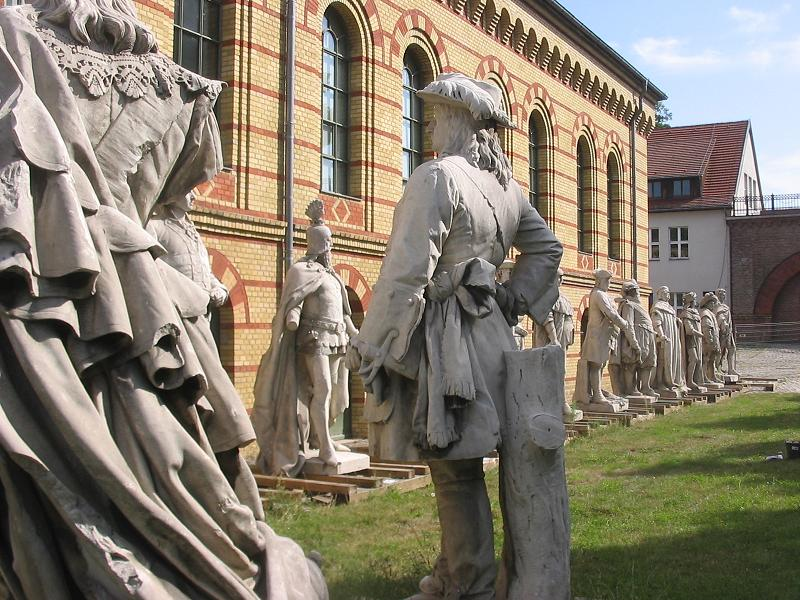
Estatuas en la ciudadela de Spandau, agosto de 2009

Muchas de las estatuas resultaron dañadas en la Segunda Guerra Mundial, mientras que unas pocas quedaron completamente destrozadas. En general, la avenida sobrevivió, más o menos, mientras que todo alrededor era un escenario de devastación. La mayoría de los 200.000 árboles del Tiergarten fueron destrozados por las bombas y los proyectiles de artillería, y finalmente fueron cortados para obtener combustible por los desesperados berlineses. En la película de 1948 El berlinés, Otto Normalverbraucher (″Otto Consumidor Medio″), interpretado por Gert Fröbe, como antiguo soldado alemán que regresa a la vida civil, hace un irónico saludo a las figuras.
Sin embargo, las estatuas fueron vistas por las potencias aliadas como un símbolo de la Alemania imperial, y en 1947 las fuerzas de ocupación británicas desmantelaron los restos de la Siegesallee, que aparentemente iban a ir a parar al Teufelsberg (Monte del Diablo), la mayor de las ocho enormes montañas de escombros que rodeaban el perímetro de Berlín.

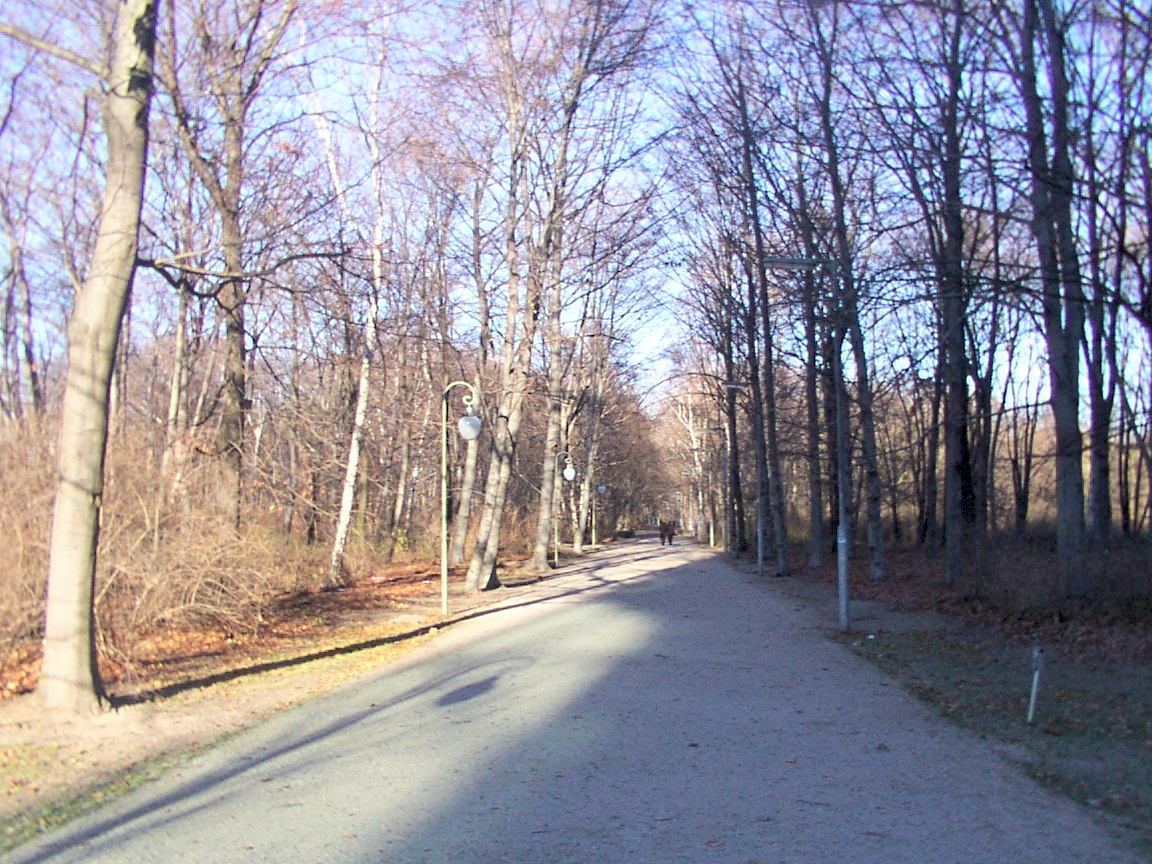
El recorrido original de la Siegesallee en diciembre de 2003

Sin embargo, el conservador estatal Hinnerk Schaper intervino y enterró la mayor parte de las estatuas en los terrenos del cercano castillo de Bellevue, hoy residencia oficial del Presidente Federal de Alemania, con la esperanza de que algún día, cuando Alemania aceptara mejor los monumentos de su pasado, pudieran resurgir. En 1979 fueron redescubiertas y desenterradas, y muchas de las supervivientes fueron reubicadas en la primera estación de bombeo de aguas residuales de Berlín, que desde su cierre en 1972 había sido restaurada para albergar un museo llamado Lapidarium, en Hallesches Ufer, en la orilla norte del Landwehrkanal, cerca del emplazamiento de la antigua Anhalter Bahnhof. Sin embargo, en octubre de 2006 el museo cerró. El edificio se puso a la venta con una futura función gastronómica prevista para él, y las 26 estatuas restantes de la Siegesallee y los 40 bustos laterales (y otros numerosos que allí se encontraban) se trasladaron en mayo de 2009 a la Ciudadela de Spandau.

## Escultores que trabajaron en el proyecto.
| - Max Baumbach - Karl Begas - Reinhold Begas - Eugen Boermel - Johannes Boese - Peter Breuer - Adolf Brütt - Alexander Calandrelli - Ludwig Cauer | * Gustav Eberlein - Reinhold Felderhoff - Fritz Gerth - Johannes Götz - Ernst Herter - August Kraus - Otto Lessing - Harro Magnussen - Albert Manthe - Ludwig Manzel | - Norbert Pfretzschner - Fritz Schaper - Emil von Schlitz - Walter Schott - Rudolf Siemering - Cuno von Uechtritz-Steinkirch - Max Unger - Joseph Uphues - Martin Wolff |

## Otras lecturas
- Helmut Gaspar (ed. ): Die Beine der Hohenzollern, interpretiert an Standbildern der Siegesallee en Primaneraufsätzen aus dem Jahre 1901, versehen mit Randbemerkungen Seiner Majestät Kaiser Wilhelm II. . Edición de Berlín, Berlín 2001,ISBN 3-8148-0086-9 .
- Die Berliner Moderne 1885–1914 . Hrsg. Jürgen Schütte, Peter Sprengel, Reclam Verlag, Ditzingen 2000, UB 8359,ISBN 978-3-15-008359-8 .
- Jan von Flocken: Die Siegesallee. Auf den Spuren der brandenburgisch-preußischen Geschichte . Kai Homilius Verlag, Berlín 2001,ISBN 3-89706-899-0 .
- Richard George (ed.. ): Hie gut Brandenburg alleweg! Geschichts- und Kulturbilder aus der Vergangenheit der Mark und aus Alt-Berlin bis zum Tode des Großen Kurfürsten . Verlag von W. Pauli's Nachf., Berlín 1900
- Uta Lehnert: Der Kaiser und die Siegesallee. Réclame Royale . Dietrich Reimer Verlag, Berlín 1998,ISBN 3-496-01189-0 .
- Otto Nagel: H. Zille . Veröffentlichung der Deutschen Akademie der Künste. Henschelverlag, Berlín 1970.
- Max Osborn: Berlín . Mit 179 Abbildungen. In der Reihe: Berühmte Kunststätten Band 43, Verlag von EA Seemann, Leipzig 1909.
- Die Siegesallee, Amtlicher Führer durch die Standbildgruppen. Mit Situationsplan und einem Vorwort von Kaiser Wilhelm II. Texto von Koser unter Mitwirkung von Sternfeld. Herausgegeben auf Veranlassung des Königlichen Unterrichtsministeriums, Berlín, Oldenbourg um 1900.
- Cornelius Steckner: Die Sparsamkeit der Alten. Kultureller und technologischer Wandel zwischen 1871 und 1914 en seiner Auswirkung auf die Formgebung des Bildhauers Adolf Brütt. Verlag Peter D. Lang, Frankfurt/M und Bern, 1981, S. 47–52,ISBN 3-8204-6897-8
- Cornelius Steckner: Der Bildhauer Adolf Brütt. Schleswig-Holstein. Berlina. Weimar. Autobiografie und Werkverzeichnis. (Schriften der Schleswig-Holsteinischen Landesbibliothek. Hrsg. Dieter Lohmeier. Banda 9), Westholsteinische Verlagsanstalt Boyens & Co., Heide 1989.ISBN 3-8042-0479-1 (S. 182–191; S. 172–176).
- Peter Hahn & Jürgen Stich, Friedenau-Geschichte & Geschichten, Oase Verlag, 2015,ISBN 978-3-88922-107-0 .